# 残余財産分配請求権
残余財産分配請求権（ざんよざいさんぶんぱいせいきゅうけん）とは、会社などの法人の所有者たる株主・持分保有者が、会社の解散時に債務を弁済した後に残る財産に関して分配を請求することができる権利をいう。

## 概要
日本法の下では、株式会社の株主が有する権利の一つで、会社が解散した際、清算後に残った財産を保有する株式の数に応じて分配される権利をいう（会社法105条1項2号、旧商法425条本文）。ここでいう財産は文字通りプラスの価値を有する財産に限られ、清算の結果、負債が資産を上回ることが明らかになれば分配はなされず、株主個人が会社の負債の返済義務を負うことはない（株主有限責任の原則、会社法104条、旧商法200条1項）。
存続中の会社を現在直ちに解散し清算すると仮定した場合の残余財産の総額を解散価値と呼び、この解散価値を発行済み株式数で除したものが一株あたり純資産 (BPS) である。このように、株式には解散価値に基づく価値があり、株式は物的証券であると考えられている。